# Thrypticomyia arcus
Thrypticomyia arcus is een tweevleugelige uit de familie steltmuggen (Limoniidae). De soort komt voor in het Australaziatisch gebied.